# Qualifizierte Klausel
Eine qualifizierte Vollstreckungsklausel ist im Unterschied zur einfachen Klausel eine besondere Klauselart, die im Klauselerteilungsverfahren gem. § 20 Nr. 12 RPflG nicht vom Urkundsbeamten der Geschäftsstelle, sondern vom Rechtspfleger ausgefertigt wird, damit aus einem Titel (z. B. einem Urteil) die Zwangsvollstreckung betrieben werden kann.
Die qualifizierte Klausel ist dann erforderlich, wenn zusätzlich zu den Voraussetzungen der einfachen Klausel (§ 724, § 725 ZPO), qualifizierte Erteilungsvoraussetzungen (§ 726 und § 727 bis § 729 ZPO) vorliegen.
Man unterscheidet bei den qualifizierten Klauseln:
- titelergänzende Klauseln nach § 726 ZPO, bei denen die Vollstreckung nach dem Urteil vom Eintritt einer weiteren Tatsache abhängt und
- titelumschreibende Klauseln nach § 727 bis § 729 ZPO, bei denen es zeitlich nach dem Urteil zu Rechtsnachfolgen auf Gläubiger- oder Schuldnerseite kommt.